# Pleuroprucha obscurior
Pleuroprucha obscurior là một loài bướm đêm trong họ Geometridae.